# Granizado

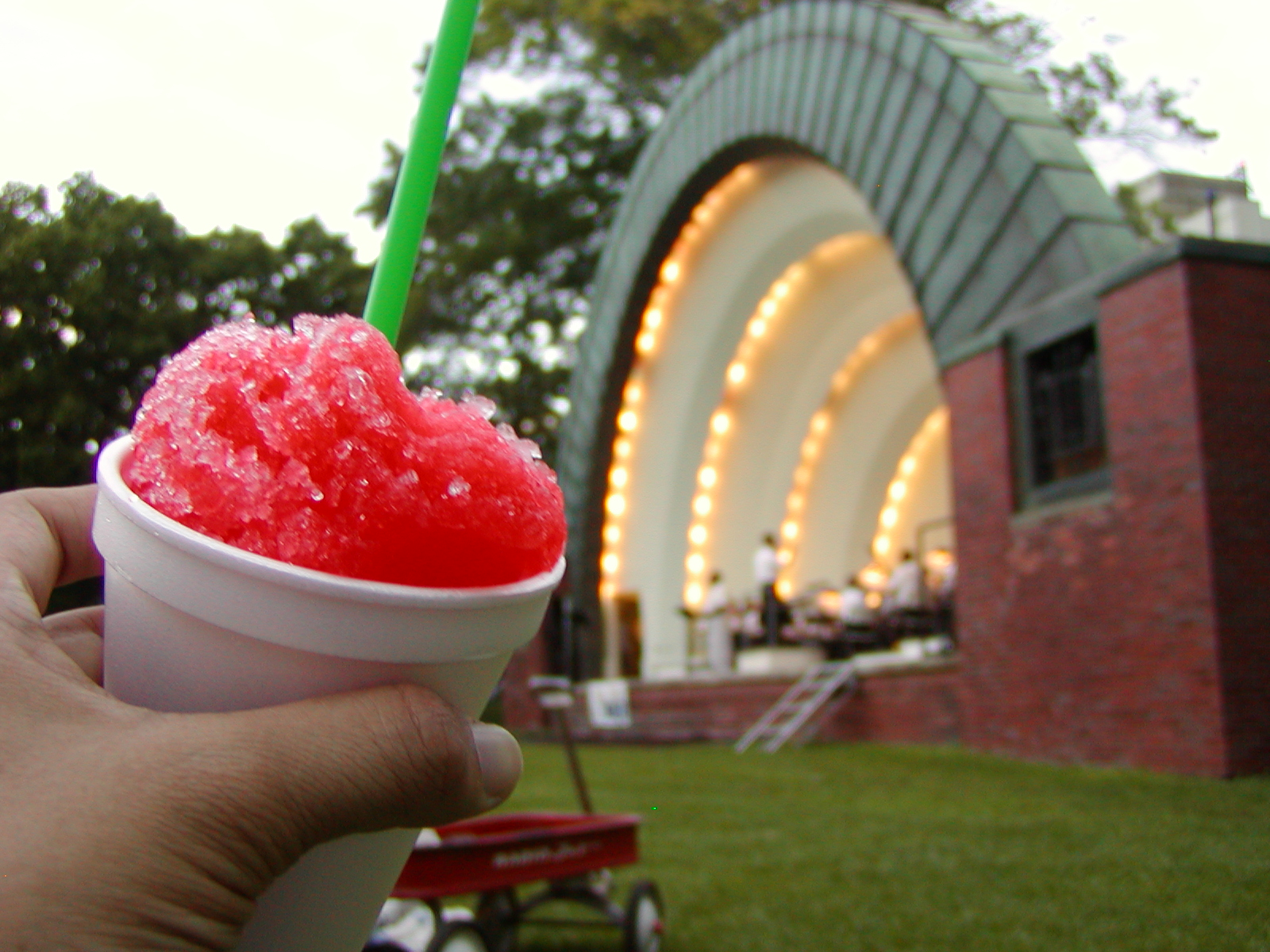
Un granizado.

Le granizado est une boisson d'origine espagnole et une spécialité andalouse rafraîchissante, à base de citron, d'eau, de glace pilée et de sucre, souvent vendue par des vendeurs ambulants. Les granizados (ou granizadas) sont très prisés en Amérique du Sud. Il existe des variantes avec de la glace pilée recouverte de sirop. 

## Étymologie
Granizado vient du participe passé du verbe espagnol granizar. 